# Mühlenwettern

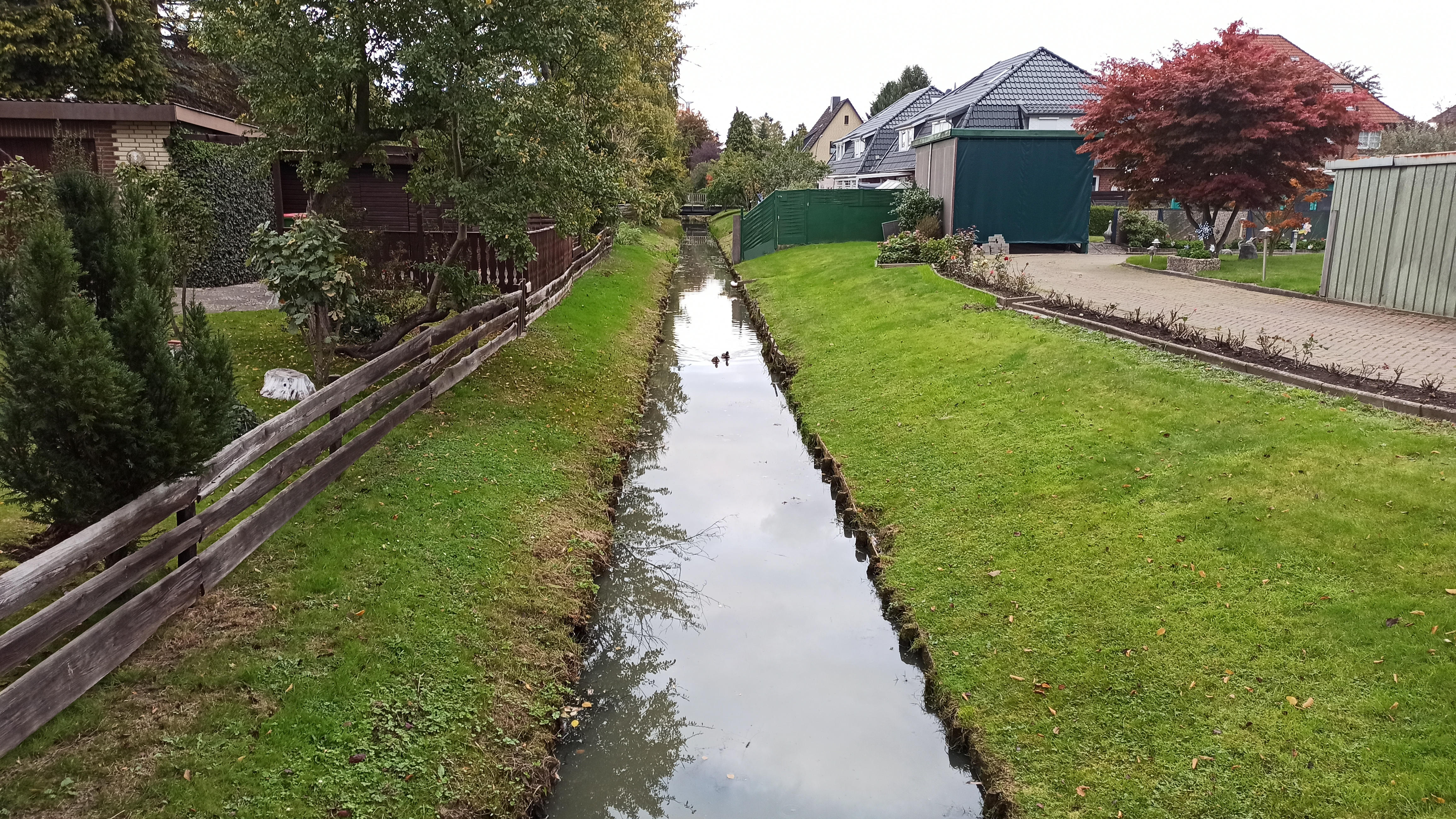
Die Mühlenwettern

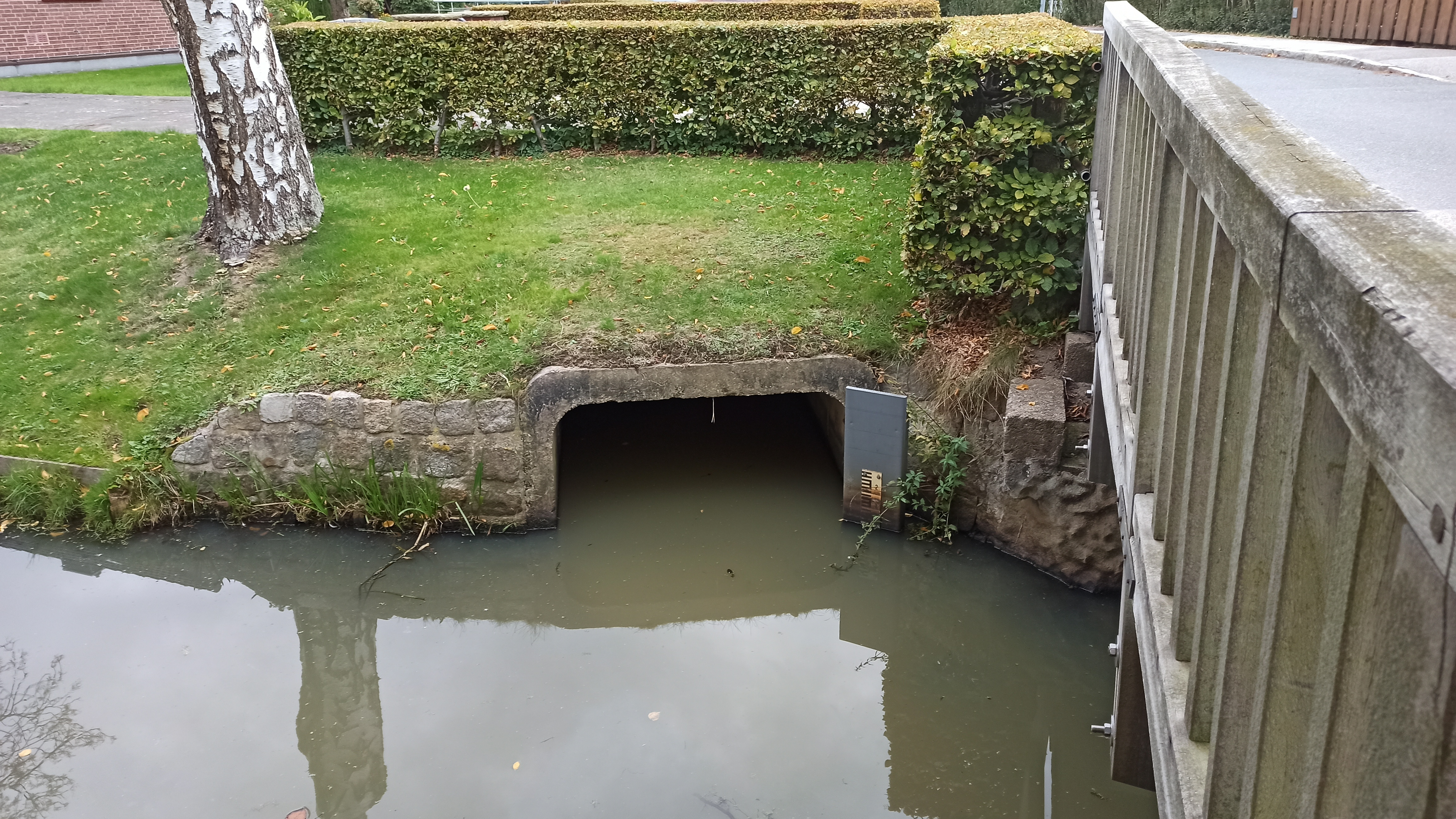
Schönenfelder Wettern fließt in die Mühlenwettern

Die Mühlenwettern ist eine Wettern in Hamburg-Wilhelmsburg. Sie verbindet die Kuckuckswettern über den Papenbrack mit der Jenerseitewettern und der Wilhelmsburger Dove Elbe.

## Verlauf
Vom Papenbrack fließt sie Richtung Nordosten an der Straße An der Mühlenwettern. Nach der Straße Hinter der Dorfkirche fließt die Altendeicher Wettern hinzu. Nach den Straßen Hanseatenweg und Finkenschlag ist sie über einen Graben mit der Bergwettern verbunden, nach der Neuenfelder Straße, Am Alten Gericht, dem Ankerplatz und dem Siedefelder Weg fließt die Schönenfelder Wettern am Rethweg hinzu. Über einen weiteren Graben ist sie nach dem Wülfkenweg und dem Koppelstieg mit der Siedefelder Wettern und der Neuen Stillhorner Wettern verbunden. Nach Bei der Windmühle fließt die Wettern E hinzu. Nach der Schönenfelder Straße kreuzt die Mühlenwettern die Jenerseitewettern und danach ist sie verbunden mit der Wilhelmsburger Dove Elbe.